# Tele2 (Litwa)
UAB Tele2 – litewski dostawca usług telekomunikacyjnych z siedzibą w Wilnie. Stanowi część szwedzkiej grupy Tele2.
Przedsiębiorstwo zostało założone w 1993 r. jako UAB „Levi&Kuto“; od 2000 r. funkcjonuje pod nazwą UAB Tele2.